# Universidad Peruana Los Andes

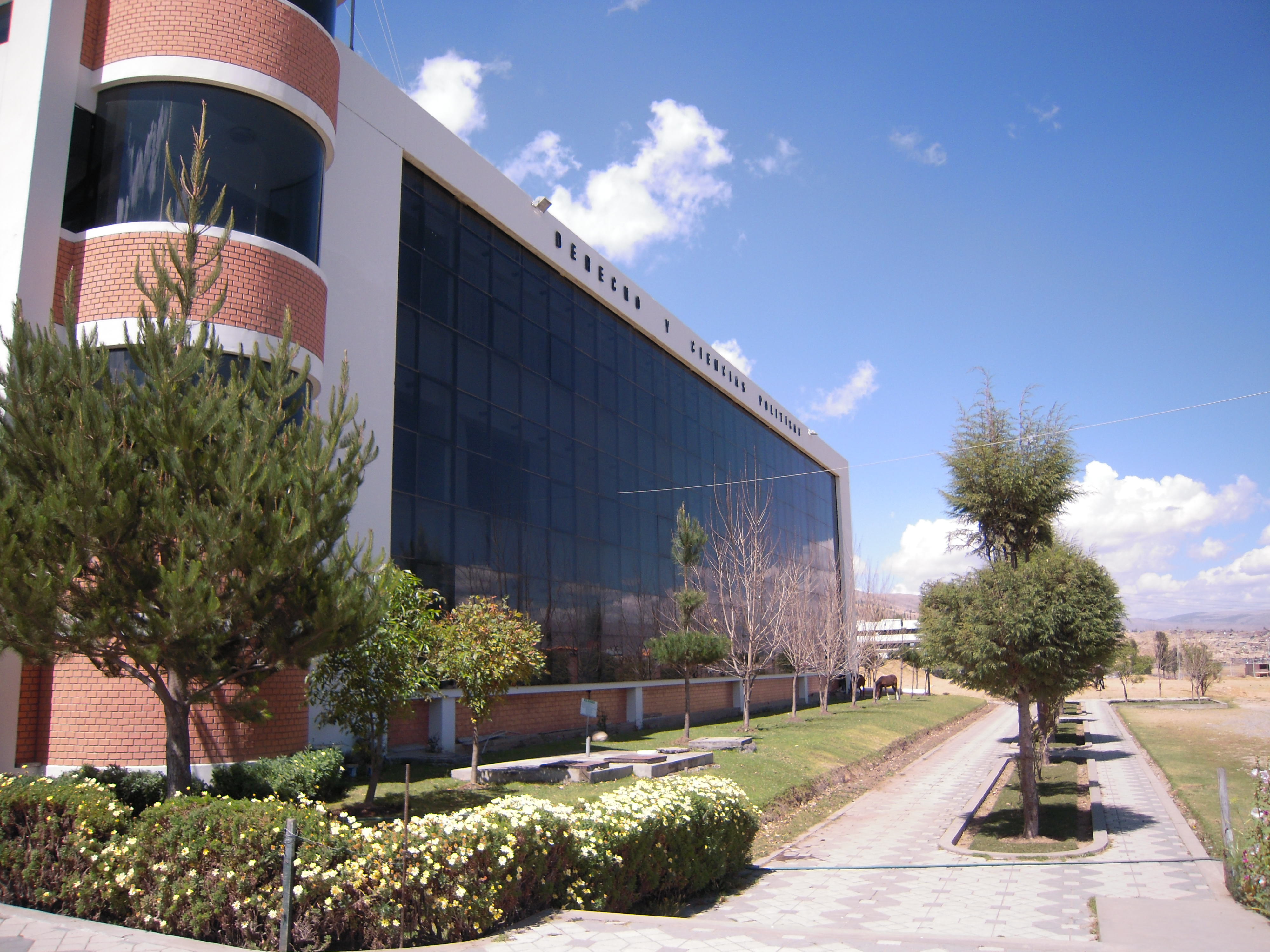
UPLA Huancayo, Juristische Fakultät

Die Universidad Peruana Los Andes, kurz UPLA, ist eine Privatuniversität in Huancayo, Peru. Sie wurde am 30. Dezember 1983 als erste private Hochschule Zentralperus gegründet. Die Universität betreibt Außenstellen in Lima, Satipo und La Merced.

## Organisation
- Fakultät für Humanmedizin
- Fakultät für Gesundheitswissenschaften
  - Pharmazie und Biochemie
  - Veterinärmedizin
  - Geburtshilfe
  - Zahnmedizin
  - Optometrie
  - Psychologie
  - Krankenpflege
- Fakultät für Wirtschaftswissenschaften
  - Rechnungswesen
  - Betriebswirtschaft
- Fakultät für Rechtswissenschaften
- Fakultät für Bildungswissenschaften
- Fakultät für Ingenieurwissenschaften
  - Wirtschaftsingenieurwesen
  - Informatik
  - Bauingenieurwesen
  - Architektur